# Port Package
Port Package ist der (Spitz-)Name eines teilweise nicht umgesetzten Gesetzgebungspaketes bestehend aus einer EU-Richtlinie und einer Mitteilung, die die europäischen Häfen betrifft. Es handelte sich um die Richtlinie über den Marktzugang zu Hafendiensten. Der Richtlinienentwurf sollte zu mehr Wettbewerb in und zwischen den europäischen Seehäfen führen. U.a. sollte in dem Entwurf geregelt werden: Transparenzvorschriften für staatliche Beihilfen an Seehäfen und/oder Seehafenbetriebe, Ausschreibung (Frist bis zu 46 Jahren) der staatseigenen Flächen in den Häfen sowie Übergangs- und Entschädigungsregelungen. Zudem sollte die sog. Selbstabfertigung (= Be- und Entladen eines Schiffes durch seine eigene Besatzung mit bordsseitigem Ladegeschirr) von Schiffen gestattet werden. So hätten Schiffsbesatzungen künftig wieder selbst die Ladung löschen können. Durch die Ausschreibungspflicht wäre es Reedern ermöglicht worden, nach einem Vergabeverfahren eigene Abfertigungsanlagen zu betreiben.
Die geplante Richtlinie stieß auf heftige Gegenwehr bei Hafenarbeitern und Gewerkschaften in ganz Europa. Unterstützt wurde sie u. a. vom BDI.

## Beispielhafte Schilderung der Situation im Hamburger Hafen

Die gesamten Kaianlagen des Hamburger Hafens stehen im unveräußerlichen Eigentum der Stadt Hamburg, diese sind momentan rollierend an die Containerterminalbetreiber vermietet worden. Die Pachtverträge erneuern sich nach Ablauf nahezu automatisch. Neue Hafendiensteanbieter haben so keine Chance auf einen Marktzugang. Im Rahmen des Gesetzgebungsverfahrens Port Package sollte dies und weitere Punkte geändert werden:
- Die Pachtverträge sollen auf höchstens 46 (36 + 10) Jahre befristet werden, so dass nach Ablauf der Frist das Pachtland wieder auf den „Markt“ kommen sollte. Somit haben dann Dritte die Chance, sich in Hamburg niederzulassen, um die nächsten 46 Jahre beim Containerumschlag mitzuwirken.
- Reedereien sollen ihre Schiffe selbst abfertigen; das bedeutet, dass die Besatzung eines Schiffes die Container selbst löscht (die sog. Selbstabfertigung war durch alle Fraktionen des Europaparlaments bereits in der Ausschussabstimmung gestrichen worden).

Die Hafenarbeiter, ihre Gewerkschaften und die Hafenfirmen sahen darin folgende Gefahren:
- Nach 46 Jahren müssen die Firmen ihren gesamten Aufbau abreißen oder verkaufen. Voraussetzung ist natürlich, dass der Pachtvertrag an einen anderen Containerterminalbetreiber geht.
- Erhebliche Arbeitslosigkeit (z. B. werden Terminalarbeiter, die sonst die Schiffe abgefertigt haben, nicht mehr gebraucht).

Anmerkungen hierzu:
- Moderne Containerschiffe können mit eigenem Ladegeschirr nicht entladen werden bzw. die Liegezeit verlängert sich dann unverhältnismäßig.
- Für bestehende Pachtverträge hätte eine Übergangsfrist von 46 Jahren gegolten.
- Häfen in privatem Eigentum und Spezialhäfen (bspw. Ölanlagen oder der Hamburger Airbushafen) wären vom Anwendungsbereich ausgenommen.
- Die geplante Streichung der sog. Selbstabfertigung war u. a. den Gewerkschaften seit Dezember 2004 bekannt.

## Erfolge der Proteste
Gegen Port Package I wurde im Jahr 2003 erfolgreich demonstriert, woraufhin das Projekt verworfen wurde.

## Port Package
Auch gegen Port Package II gab es massive Proteste. Die EU-Richtlinie über den Marktzugang zu Hafendiensten ist im EU-Parlament mit 532 gegen 120 Stimmen bei 25 Enthaltungen abgelehnt worden. Sowohl Politiker der SPD und der Grünen als auch der FDP begrüßten in Deutschland diese Entscheidung, während die CDU in dieser Frage in zwei Lager gespalten war.